# Tilki Attila
Tilki Attila (Kisvárda, 1967. május 9. –) magyar politikus. 1999-ben lépett be a Fidesz - Magyar Polgári Pártba. 2002-2007 között a fehérgyarmati városi szervezet elnöke. 2003-2005-ig az önkormányzati tagozat megyei alelnöke. 
2002-től 2006-ig Fehérgyarmat alpolgármestere, 2006-2014 között polgármestere. 2006-tól Szabolcs-Szatmár-Bereg megyei  Fidesz elnöke. 2006-2014 Szabolcs-Szatmár-Bereg Megye 10. számú, Fehérgyarmat központú választókerületének egyéni országgyűlési képviselője. 2014-től Szabolcs-Szatmár-Bereg Megye 4. számú Vásárosnamény központú választókerületének egyéni országgyűlési képviselője.

## Élete

### Tanulmányai
A nyíregyházi Bessenyei György Tanárképző Főiskola történelem – orosz szakán 1991-ben diplomázott. Emellett 2003-ban jogi diplomát  szerzett a Debreceni Kossuth Lajos Tudományegyetem Állam és Jogtudományi Karán, illetve regionális területfejlesztésből is diplomázott.

### Szakmai pályafutása
Fehérgyarmaton tanított angolt és történelmet, Csaholcon pedig oroszt. 2000-2002 között a Miniszterelnöki Hivatal területfejlesztésért felelős kistérségi megbízottja.

### Közéleti pályafutása
2002-től önkormányzati képviselő és alpolgármester volt Fehérgyarmaton, valamint a Fidesz megyei alelnöke.
A 2006-os parlamenti választás során, Szabolcs-Szatmár-Bereg megye 10. számú, Fehérgyarmat központú, országgyűlési egyéni választókerületében országgyűlési képviselőnek választották. Az ősszel megtartott önkormányzati választásokon megválasztották Fehérgyarmat polgármesterének is. 2010-ben országgyűlési mandátumát és polgármesteri tisztségét is megvédte. A két poszt 2014-es összeférhetetlenné válásakor a parlamenti mandátumért indult újra és azt harmadszorra is elnyerte.

## Konfliktusok személye körül

### Ittas vezetés
2012. február 9-én az M30-as autópályán balesetet szenvedett. A balesetben senki sem sérült meg. Tilki maga hívta ki a rendőröket, mentelmi jogáról lemondott és az alkoholszondát önként megfújta, ami alkoholos befolyásoltságot mutatott ki – csakúgy mint a későbbi vérvétel is. Tilki mindezt maga tette közzé egy közleményben. Az ittas vezetés miatt 2013-ban pénzbírságra ítélték.